# Dívka v klobouku

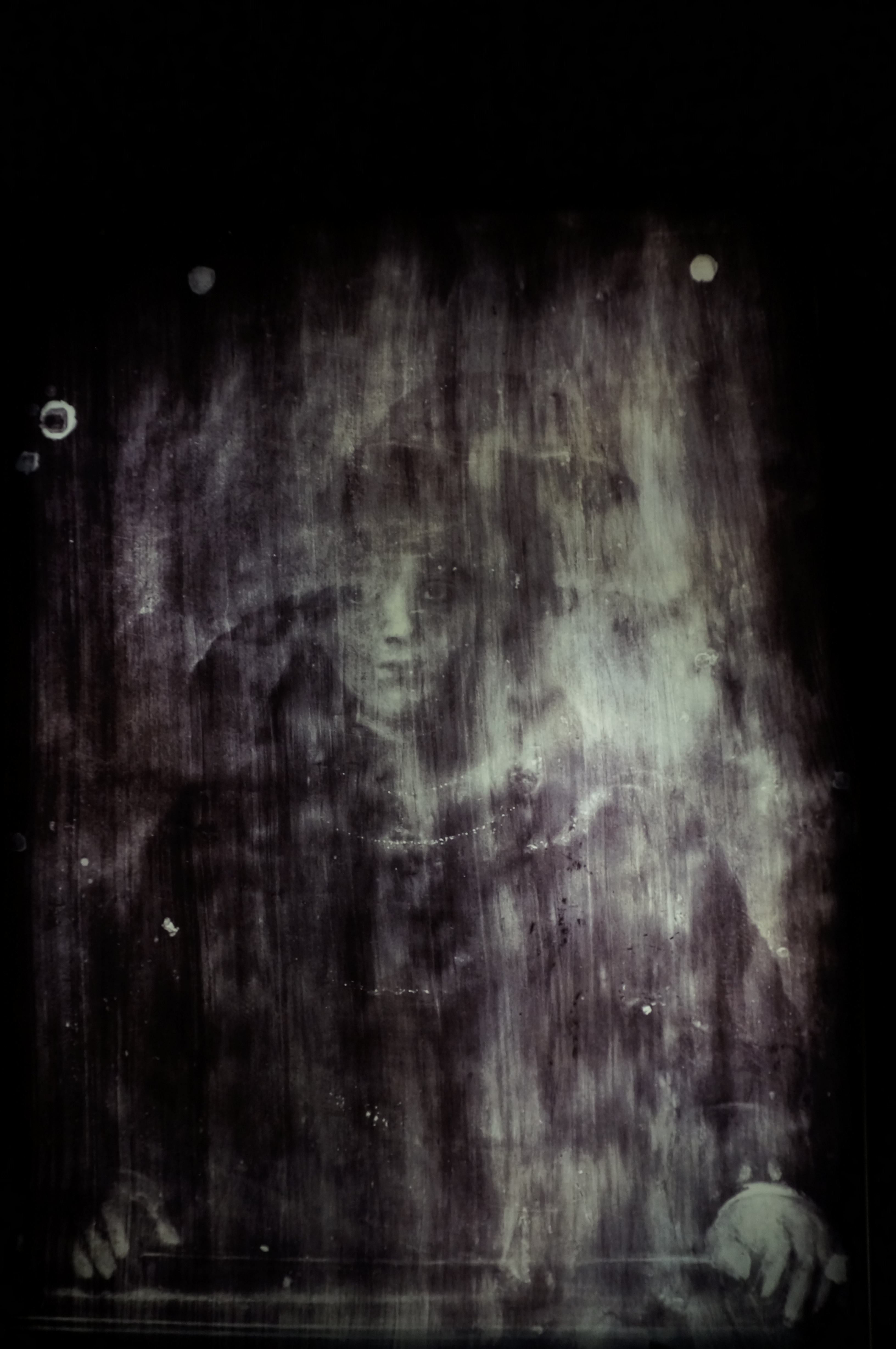
Rentgenový snímek obrazu odhalil obrys další známé ženské postavy pod současným obrazem. Je to stopa po nedokončeném portrétu: viditelný je tvar hlavy, karnýru a paží

Dívka v klobouku, dílo známé také pod názvem Židovská nevěsta nebo Dívka v rámci obrazu je obraz Rembrandta, holandského malíře ze 17. století. Vytvořeno v roce 1641, je příkladem barokního ženského portrétu. Patřilo mj. polskému králi Stanisławu Augustu Poniatowskému, poté rodině Lanckoronských a Karolině Lanckorońské, jež dílo darovala královskému zámku ve Varšavě, v jehož sbírce je dodnes.

## Popis
Jedná se o olejovou malbu na topolové desce. Na hnědém pozadí je zobrazena en face mladá dívka s velkýma tmavýma očima, lehce otevřenými, usměvavými rty a rozpuštěnými tmavohnědými vlasy. Je oblečená do bordových šatů s ozdobným zlaceným pásem. Na hlavě má klobouk v barvách podobných černé. Její ruce spočívají na iluzivně malovaném rámu.
Rentgenový snímek obrazu odhalil obrys další známé ženské postavy pod současným obrazem. Je to stopa po nedokončeném portrétu: viditelný je tvar hlavy, karnýru a paží.
Dívku v klobouku a další Rembrandtovo dílo, Učence při pultu, koupil v roce 1777 Stanisław August Poniatowský prostřednictvím Jakuba Triebela od Elżbiety Henrietty Marie Gołowkinové, dcery Friedricha Paula von Kameke. Plátno umístil do varšavského paláce na vodě v parku Łazienki. Po panovníkově smrti byly obrazy předány knížeti Józefovi Poniatowskému a v roce 1813 je zdědila jeho sestra, Maria Tereza z Poniatowských Tyszkiewiczová. Dva roky nato je koupil Kazimierz Rzewuský, který je věnoval své dceři Ludwice, manželce Antonína Lanckoronského. Obrazy byly od té doby v majetku rodiny Lanckoronských, která pobývala v Rakousku. Obrazy byly zabaveny gestapem, poté nalezeny v roce 1947 a navráceny majitelům, kteří je zajistili ve švýcarské bance. Obě díla byla zpřístupněna veřejnosti v roce 1994 během výstavy Lanckoronski na Královském zámku ve Varšavě. Tomu je nakonec Karolina Lanckorońská věnovala do vlastnictví. Je to jeden ze tří Rembrandtových obrazů v polských sbírkách (další dva jsou Učenec při pultu a Krajina s milosrdným Samaritánem).